# 中华山黧豆
中华山黧豆（学名：Lathyrus dielsianus）为豆科山黧豆属下的一个种。